# Víkingaheimar
Víkingaheimar eller Vikingeverden er et kulturhistorisk museum i Njarðvík, Reykjanesbær på Island lidt uden for Reykjavik, der beskæftiger sig med
vikinger og vikingetiden.
Museet åbnede den 8. maj 2009, efter en formel åbning på Islands Nationaldag den 17. juni. Direktøren for museet er Elisabeth Ward; og bygningen blev designet af Guðmundur Jónsson.
Víkingaheimar har en permanent udstilling af Íslendingur, der er en rekonstruktion af Gokstadskibet. I 2000 sejlede det tværs over Atlanterhavet til L'Anse aux Meadows, Newfoundland, for at fejre 1000--års jubliæet for Leif den Lykkeliges rejse til Vinland, og herefter videre til New York. skibet vendte herefter tilbage til Island, og blev udstillet udendørs indtil det kom indenfor i museet i efteråret 2008. Skibet er sat på høje pæle så besøgende kan gå under skroget.
Museet har også udstillet Vikings — The North Atlantic Saga fra Smithsonian Institution i Washington, D.C.. Den 1. december 2010 startede en 2-årig udstilling af genstande fra Islands Nationalmuseum der omhandler en udgravning ved Hafurbjarnarstaðir i 1868.
I juni 2015 var museet under ny ledelse, da Bjorn Jonasson og Jonas Bjornsson overtog og der er planer om at udvide museet yderligere med et nyt vikingeskib og en ny bygning, samt et campingområde og et søstermuseum i USA.